# Житомирська установа виконання покарань (№ 8)
Житомирська установа виконання покарань (№ 8) — пенітенціарна установа максимального рівня безпеки з плановим наповненням 1323 осіб. У ній відбувають покарання засуджені за умисні особливо тяжкі злочини, а також особи, переведені з колоній середнього рівня безпеки за допущені злісні порушення режиму тримання, засуджені до довічного позбавлення волі.
При установі функціонує арештний дім (утримується в середньому до 35 засуджених). Установа виконує також функції слідчого ізолятора, планове наповнення якого до 800 осіб.

## Історія
У цій частині Житомира наприкінці XIX — початку XX ст. діяв іподром, з поля якого також здійснювалися демонстраційні польоти піонерів авіації.
Будівництво установи почалося в 1907 році. Місце для неї було вибрано в болотистій місцевості на околиці міста, щоб ті, хто замислили втечу, не могли зробити підкопи. Для утримання будівлі на хиткому ґрунті її зводили на опорних палях з мореного дуба. Як і більшість казенних установ дореволюційного часу, в'язниця будувалася за так званим Катерининським проектом — у плані вона виглядає як літера «Е». Втім, після подальших перебудов, вигляд зверху скоріше став нагадувати літеру «Ж».
Установа побудована в 1914 році та виконувала функції тюрми. Тримання спецконтингенту було одиночне і групове. В режимному корпусі установи нараховувалось 229 камер, які були призначені для відбування тюремного ув'язнення і тримання пересильних.
За час існування установа підпорядковувалась різним державним відомствам, а саме: НКВС СРСР, МДБ СРСР, МВС СРСР, Державному департаменту України з питань виконання покарань, ДПтС, ДКВС.
Раніше (максимум до 1997 року) на території тюрми виконувалися смертні вироки.
Корпус в'язниці є пам'яткою архітектури місцевого значення (розпорядження голови ОДА від 18.02.2000 № 76).

## Устрій
Установа займає площу в 3,69 гектара і розділена на дві зони: робочу і житлову. У житловій знаходяться СІЗО, арештний будинок, камери, карцер та інші приміщення. Двір для прогулянок приблизно у 20 м².
Підприємство установи виготовляє тротуарну плитку, секції залізобетонного паркану, залізобетонні люки для облаштування водогінних та каналізаційних колодязів на тротуарах, інші металеві вироби. Установа співпрацює з 18-ма підприємствами.
Для проведення психокорекційної роботи, надання психологічної допомоги спецконтингенту функціонує кімната психоемоційного розвантаження. Також діє загальноосвітній навчальний заклад для засуджених та неповнолітніх заарештованих. Є молитовня для православних, інтернет-клас, лазня, крамниця, власна телевізійна студія, бібліотека, кімнати тривалих побачень.

## Стан на 2020 рік
Всього в установі утримуюються 833 особи. З 1513 осіб, які відбувають довічний термін в Україні, 162 містяться в режимному корпусі Житомирської установи виконання покарань. Більшість в'язнів живуть по двоє в камерах площею менше 8 м², що не відповідає мінімальним стандартам.
Персонал установи нараховує 330 чоловік.
Будівля знаходиться в аварійному стані (нижній поверх підтоплений). З шести робочих приміщень, кожне з яких розраховане на 10 чоловік, реально обладнане лише одне.

### Керівництво
Начальник установи — начальник арештного дому — Квасний Андрій Вікторович.
Перший заступник — Василенко Олег Леонідович.
Заступник начальника із соціально-виховної та психологічної роботи — Габітов Анатолій Йосипович.

## Інші факти
«Вісімка» неофіційно вважається «червоною» зоною, тобто всі питання або проблеми ув'язнених тут вирішує адміністрація, і саме вона (а не злодії в законі) користується найвищим авторитетом.
Протягом всього часу існування цієї тюрми не зафіксовано жодного успішного випадку втечі в'язнів.
Тут трималися до своєї смерті відомі маніяки-вбивці Анатолій Онопрієнко (1999—2013) та Сергій Ткач (2008—2018).